# Paul Elvstrøm

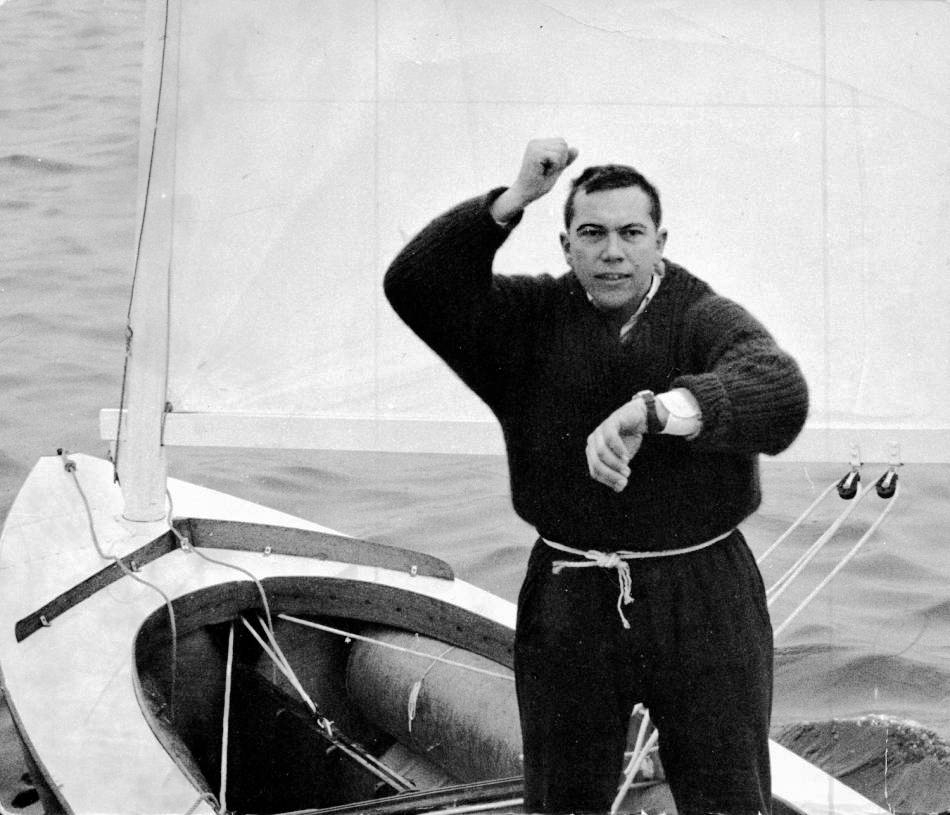
Paul Elvstrøm (Olympische Spiele 1960, Finn-Dinghi)

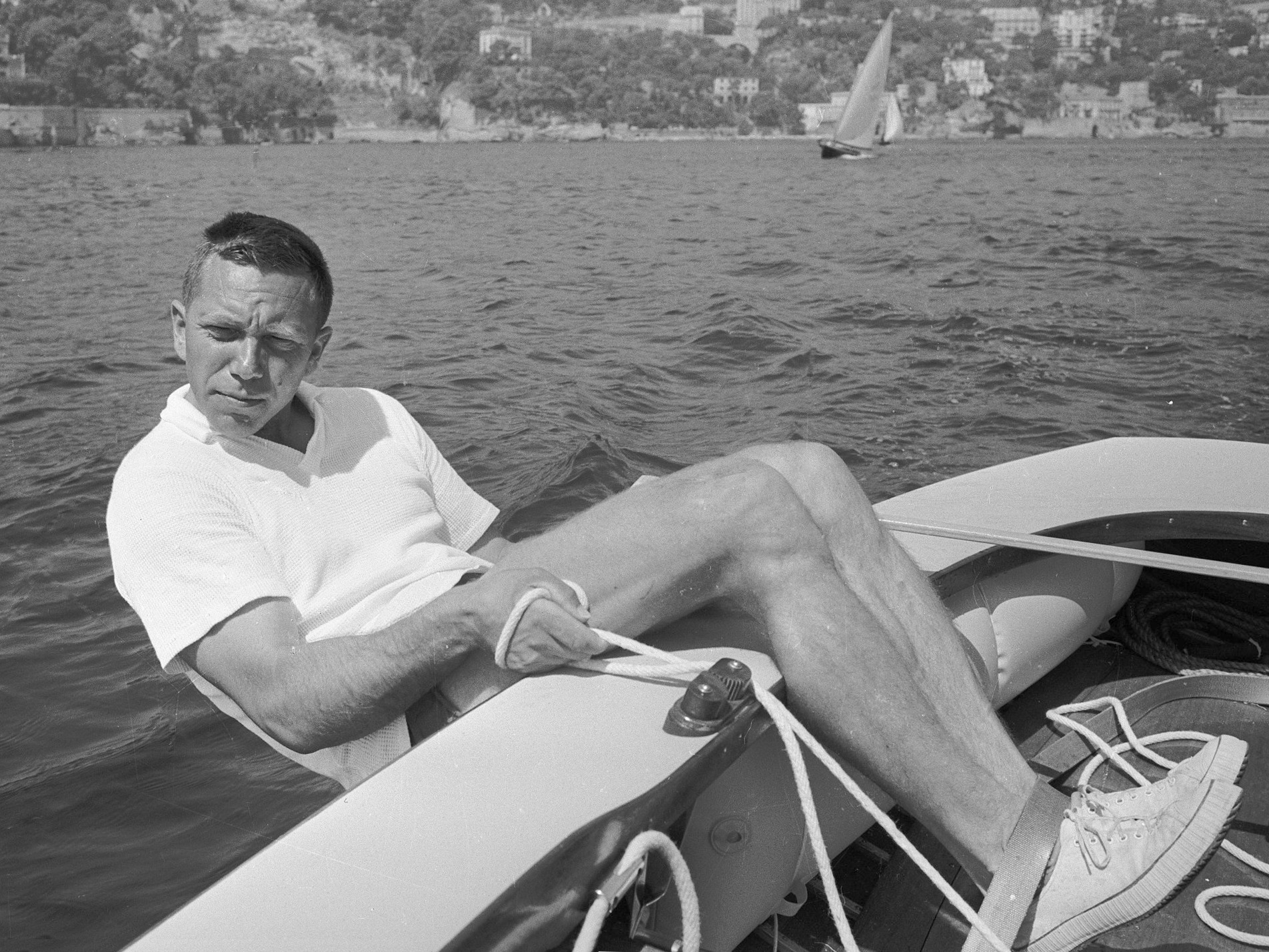
Paul Elvstrøm (Olympische Spiele 1960, Finn-Dinghi), Hängetechnik

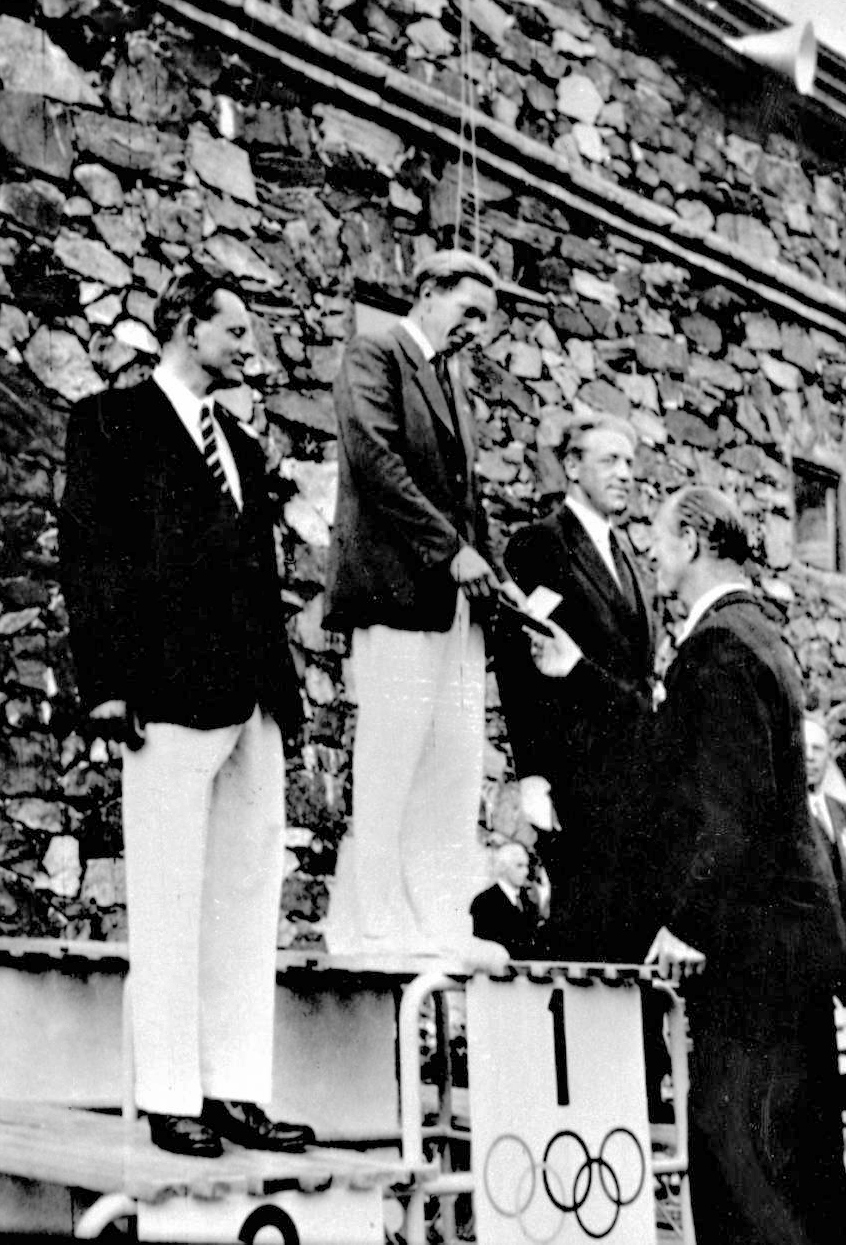
Siegerehrung Olympische Spiele 1952, Finn-Dinghi: Silber: Charles Currey, Gold: Paul Elvstrøm, Bronze: Rickard Sarby

Paul Bert Elvstrøm (* 25. Februar 1928 in Hellerup; † 7. Dezember 2016 ebenda) war ein dänischer Segler und der bislang erfolgreichste Regattasegler, gemessen an WM-Titeln und Olympiamedaillen.

## Größte Erfolge
Paul Elvstrøm nahm von 1948 bis 1988 achtmal an den Olympischen Spielen teil, womit er bis heute zu den Sportlern mit den meisten Olympiateilnahmen überhaupt zählt. Bei den ersten vier Teilnahmen gewann er viermal die Goldmedaille in einer Einzeldisziplin, was in der Geschichte überhaupt nur neun Mal vorgekommen ist (die anderen sind der Segler Ben Ainslie, die Schwimmer Michael Phelps und Katie Ledecky, die Ringer Kaori Icho und Mijaín López, die Eisschnellläuferin Ireen Wüst und die Leichtathleten Carl Lewis im Weitsprung und Al Oerter im Diskuswurf). Bei den Olympischen Spielen 1968 vor Acapulco verpasste er knapp eine Medaille im Starboot und ebenso 1984 vor Los Angeles, als er im Olympiakatamaran Tornado mit seiner jüngsten Tochter Trine an den Start ging (Rang 4). Er beendete seine Regattakarriere nach den Olympischen Spielen von 1988, an denen er mit seiner Tochter Trine im Tornado teilnahm (Rang 15). Paul Elvstrøm und seine Tochter Trine waren das einzige Vater-Tochter-Gespann, das je an Olympischen Spielen teilnahm. Elvstrøm ist einer von nur vier olympischen Athleten, die über einen Zeitraum von 40 Jahren an Wettkämpfen teilgenommen haben.

### Olympia-Bilanz
Elvstrøm erzielte die folgenden Ergebnisse bei Olympischen Spielen:
- 1948: London (Torquay), Bootsklasse: Firefly, Goldmedaille (Alter: 20)[7]
- 1952: Helsinki, Bootsklasse: Finn-Dinghy, Goldmedaille (Alter: 24)
- 1956: Melbourne, Bootsklasse: Finn-Dinghy, Goldmedaille (Alter: 28)
- 1960: Rom, Bootsklasse: Finn-Dinghy, Goldmedaille (Alter: 32)
- 1968: Mexiko, Bootsklasse: Star, 4. Platz (Alter: 40)
- 1972: München, Bootsklasse: Soling, 13. Platz (Alter: 44)
- 1984: Los Angeles, Bootsklasse: Tornado, 4. Platz (Alter: 56)
- 1988: Seoul, Bootsklasse: Tornado, 15. Platz (Alter: 60)

### Weltmeister
Paul Elvstrøm hat insgesamt 13 WM-Titel in acht verschiedenen Bootsklassen gewonnen, ein Rekord, der bislang unerreicht geblieben ist.
- 1957: 505er
- 1958: 505er
- 1958: Finn-Dinghi
- 1959: Finn-Dinghi
- 1959: Snipe-Jolle
- 1962: Flying Dutchman (gemeinsam mit Hans Fogh)
- 1966: International 5.5 Metre Class
- 1966: Starboot
- 1967: Starboot
- 1969: Soling (Kielboot)
- 1971: Halbtonner (Half Ton)
- 1974: Soling
- 1981: Halbtonner

## Ehrungen
- 1956 Goldene Verdienstmedaille des Königlich Dänischen Yachtclubs (KDY) in Kopenhagen (dän.: KDY’s Fortjenstmedalje i Guld)
- 11. Januar 1985 Paul Elvstrøm wird zum Ritter des Dannebrogordens ernannt
- Verleihung des goldenen Sterns des Dannebrogordens durch die dänische Königsfamilie. Eine Auszeichnung, die bis heute kein anderer dänischer Sportler erhalten hat.
- 1982 Dansk Sejlunions Ærestegn (deutsch: Ehrennadel der Dänischen Segelunion)[9]
- 1990 Verleihung der Beppe Croce Trophy durch die IYRU. Diese hochrangige Ehrenauszeichnung wird nur an Personen verliehen, die eine außergewöhnliche Hingabe zum Segelsport in ihrem Leben bewiesen haben.
- 1992 wurde er als erster Sportler in die neu gegründete dänische Sportens Hall of Fame (deutsch: Hall of Fame des dänischen Sports) des dänischen Sportverbandes (Danmarks Idrætsforbund) aufgenommen.
- 1996 Verleihung des Titels Sportler des Jahrhunderts (dän.: Århundredets Sportsmand) in seinem Heimatland Dänemark.
- 2007 Erstes Ehrenmitglied (Inductee) in der neu geschaffenen ISAF Sailing Hall of Fame[3]
- 2017 Ein Platz wurde in Kopenhagen-Hellerup nach ihm benannt: Poul Elvstrøms Plads, die neue Adresse seines Heimatvereins Hellerup Sejlklub[10]

## Andere seglerische Aktivitäten
Elvstrøm versuchte auch, am America’s Cup teilzunehmen, revolutionierte aber die Technologie seiner 12-Meter-Segelyacht derart, dass sein Sponsor, Baron Marcel Bich (France I) aus Frankreich, Änderungen einbringen wollte. Elvstrøm gab sein Vorhaben auf, da er keine Kompromisse schließen wollte.
Elvstrøm ist als Konstrukteur und Designer von Booten und Segelzubehör bekannt und hat am 8. September 1954 seine eigene Firma „Elvstrøm Dinghy Sails“ mit nur einer einzigen Nähmaschine im Keller des elterlichen Hauses nördlich von Kopenhagen eröffnet, heute „Elvstrøm Sails“ mit Sitz in Aabenraa (dt. Apenrade) aufgebaut. Die Firma hat als Logo eine rote dreizackige Krone, die Elvstrøm selbst entwarf. Der Doppelolympiasieger Jesper Bank arbeitet heute bei Elvstrøm Sails als Finanzdirektor. Er beherrschte die Bootsklasse Finn-Dinghy in den 1950er Jahren und brachte viele technische Innovationen und neue Trainingsmethoden (zum Beispiel gezieltes Krafttraining) ins Jollensegeln ein.
Elvstrøm entwickelte als Segler der Finn-Dinghi-Klasse die sogenannte Hängetechnik im Segelsport und baute erstmals Ausreitgurte in seiner Jolle ein. In den Pionierzeiten des ambitionierten Jollensegelns trainierte er die Technik zuhause in seiner Garage in Hellerup. Die Hängetechnik revolutionierte das Jollensegeln und ist heute die Norm in allen Jollenklassen.
Elvstrøm konstruierte gemeinsam mit dem dänischen Yachtkonstrukteur Jan Kjaerulff die schnelle, leichte und sportlich-schlanke Yacht Aphrodite 101 (Auftraggeber: Jörgen Juul Rasmussen [DK]), die sehr erfolgreich wurde. Während Kjaerulff die Rumpfform entwarf,  konstruierte Elvstrøm das Deckslayout, die Beschlagsanordnung und das Rigg. Weiterhin erfand Elvstrøm den Elvström-Knarrblock und den Selbstlenzer (engl. self bailer), beide heute weitverbreitet, und die Regatta-Schwimmweste, heute fester Bestandteil der Ausstattung jedes Wettbewerbsseglers.
Sein seglerisches Wissen gab er auch in Büchern weiter, insbesondere zur Segeltaktik und zur Regelkunde beim Regattasegeln.
Paul Elvstrøm war Mitglied im Hellerup Sejlklub und Kongelig Dansk Yachtklub und lebte zuletzt in Hellerup bei Kopenhagen in Dänemark. Er kämpfte mit der Alzheimer-Krankheit in den letzten Jahren seines Lebens und schlief still ein in seinem Heim am 7. Dezember 2016 im Alter von 88 Jahren.